# Jusèp Amiell Solè
Amiell  Solè est un nom espagnol. Le premier nom de famille, en général paternel, est Amiell ; le second, en général maternel, souvent omis, est Solè.
Jusèp Amiell Solè, né le 18 avril 1930 à Garòs (Arties e Garòs, Naut Aran, Val d'Aran) et mort le 17 décembre 2024, est un prêtre et écrivain espagnol, utilisateur de l'aranais, une variété du gascon, dialecte de la langue occitane.

## Biographie
Jusèp Amiell Solè a étudié au Séminaire de La Seu d'Urgell et a été ordonné prêtre en 1954. Il a été curé de Bossòst en 1973, et de La Pobla de Segur en 1977.
Il a traduit en aranais le Missel et le 17 janvier 1979, il a donné à la chapelle Pater Noster de Jérusalem, le Notre Père en aranais. Par la suite, il a été le directeur spirituel du Séminaire Diocésain et en 1991, il a été nommé curé de Vielha. Il est devenu depuis chanoine du Chapitre Cathédral du diocèse d'Urgell. C'est le premier Aranais reçu à cette charge depuis 1805.
Il a participé à la renaissance de la culture aranaise et il a été secrétaire de la Fondation du Musée ethnologique du Val d'Aran, membre de la direction du Musée du Val d'Aran et cofondateur de la revue Tèrra Aranesa. Il a également traduit en aranais le Nouveau Testament (2010) et le Livre des Psaumes (2011). Il a écrit les Goigs (cantiques) des saints vénérés dans le Val.
Pour son travail de défense et promotion de l'aranais, pour sa normalisation linguistique de la liturgie et de la vie quotidienne, il a reçu entre autres récompenses le prix Lengua Viua en 2004, en juin 2010 il a reçu la médaille d'or du Conseil général d'Aran et en 2012 la Creu de Sant Jordi.

## Œuvres
- Petit Missau Aranés, 1978
- Crotzes e drapèus istoriques dera Val d'Aran
- Nau Testament, 2010
- Salms, 2011
- Istòria dera Glèisa en Aran, 2016[4]